# Grand Island (Nebraska)
Grand Island je grad u američkoj saveznoj državi Nebraska. Prema popisu stanovništva iz 2010. u njemu je živjelo 48,520 stanovnika.